# Nellie Yu Roung Ling
Nellie Yu Roung Ling (en chino tradicional, 裕容齡; pinyin, Yù Rónglíng; Wade-Giles, Yü Jung-ling; 1882–16 de enero de 1973), también deletreado Nelly, fue una bailarina chino-estadounidense, considerada «la primera bailarina moderna de China». Aunque no era miembro de la familia imperial de Qing (manchú), a Roung Ling se le otorgó el título de princesa de comandancia mientras se desempeñaba como dama de compañía de la emperatriz viuda Cixí.:268 También era conocida como Yu Roon(g) Ling, especialmente en las obras de su hermana Lizzie Yu Der Ling.:267 Se la conocía como Madame Dan Pao Tchao después de su matrimonio con el general Dan Pao Tchao; y Princesa Shou Shan, un título que aparece en la cubierta de su noveleta histórica de 1934 sobre la Concubina Perfumada (Hsiang Fei), que Sir Reginald Johnston afirmó que ella nunca usó.:xii

## Primeros años

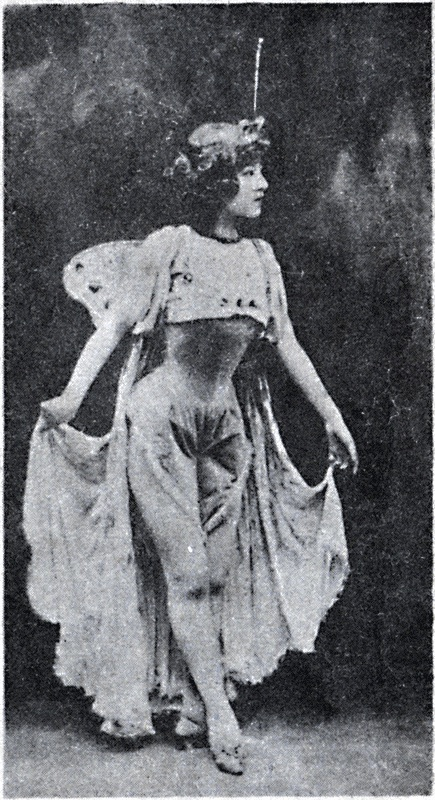
Roung Ling con vestido de mariposa durante su interpretación de Rosa y mariposa en París, 1902.

Nacida en una familia de clase alta, Roung Ling fue la hija menor de Yu Keng, diplomático de la dinastía Qing, y Louisa Pierson, hija de un oficial naval estadounidense. Al igual que sus hermanos, Charles Yu Hsingling, John Yu Shuinling y Lizzie Yu Der Ling, recibió educación occidental en una escuela misionera estadounidense —entonces un procedimiento casi inaudito entre los altos funcionarios manchúes— y hablaba inglés con fluidez. El diplomático británico Robert Hart los describió como «una familia ruidosa de niños de habla inglesa, que también hablan francés y japonés con fluidez».:52 Ella también estaba bien versada en poesía, especialmente en las obras de E. B. Browning.
En 1895, el padre de Roung Ling, Yu Keng, fue nombrado ministro en Japón y más tarde llevó a su familia allí. Fue en Japón donde descubrió su vocación por la danza, donde realizó una actuación improvisada de una danza japonesa tsurukame (grulla-tortuga) que había aprendido de un sirviente, ante los dignatarios japoneses reunidos.
En 1899, se fue a Francia con su padre para asumir su nuevo cargo como ministro de la Tercera República francesa. En París, fue puesta a cargo de las hermanas de la Escuela Convento del Sagrado Corazón (ancien Couvent du Sacré-Cœur) ubicada en 77 Rue de Varenne.

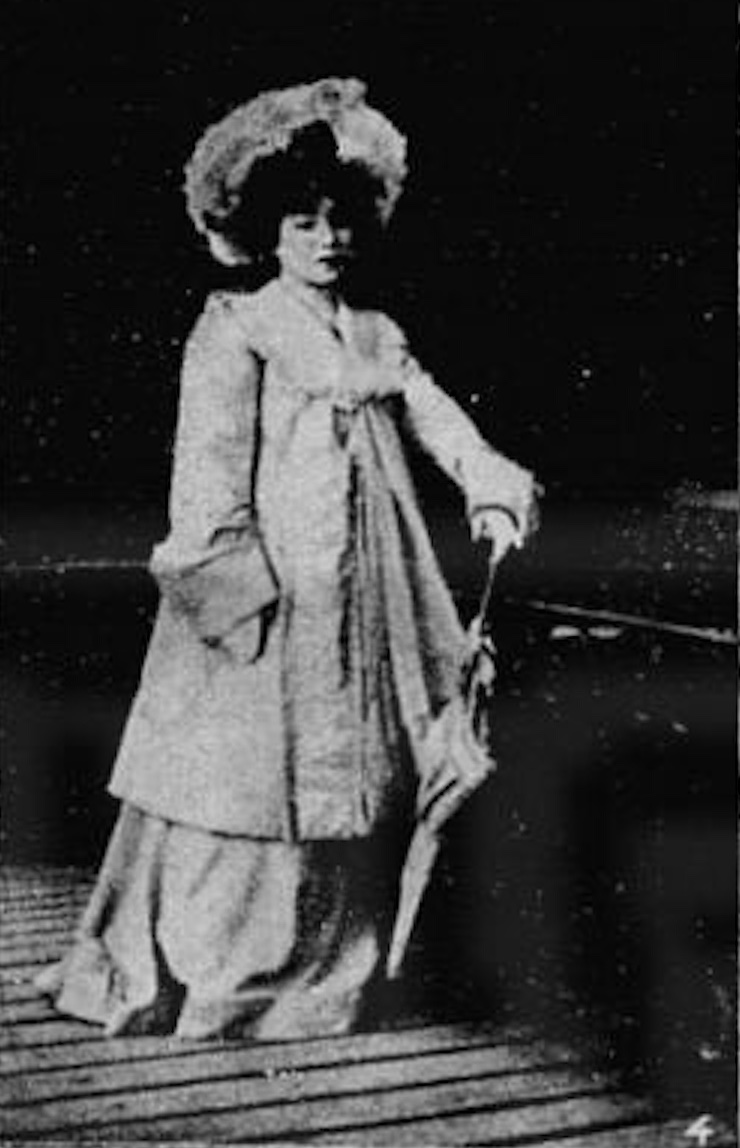
Roung Ling en 1902. «La impronta de la cultura occidental que recibió en aquellos primeros años hace que hoy, con el traje parisino que viste con frecuencia, sea confundida con una mujer francesa». — San Pedro Daily News

La familia Yu adoptó rápidamente la moda parisina, una cobertura mediática en ese momento informó que todos los hijos del ministro Yu Keng «visten trajes europeos y siguen de cerca las modas», y llamaron a Roung Ling «una chica china encantadora que es parisina en todo menos en el nombre». The New York Times escribió, «[Der Ling y Roung Ling] son adorablemente bonitas y se visten al estilo europeo con un acabado y una habilidad a las que se les añade algo de encanto oriental que las convierte en el centro de todas las miradas cuando entran en una salón.»
Los hermanos Yu llevaban una vida cosmopolita en París, socializaban, frecuentaban el teatro y actuaban en las fiestas de sus padres. La revista semanal Armée et Marine informó que los cuatro hijos del ministro Yu Keng «interpretaron maravillosamente» la comedia inglesa en tres actos, Sweet Lavender, en una soirée organizada por su padre.

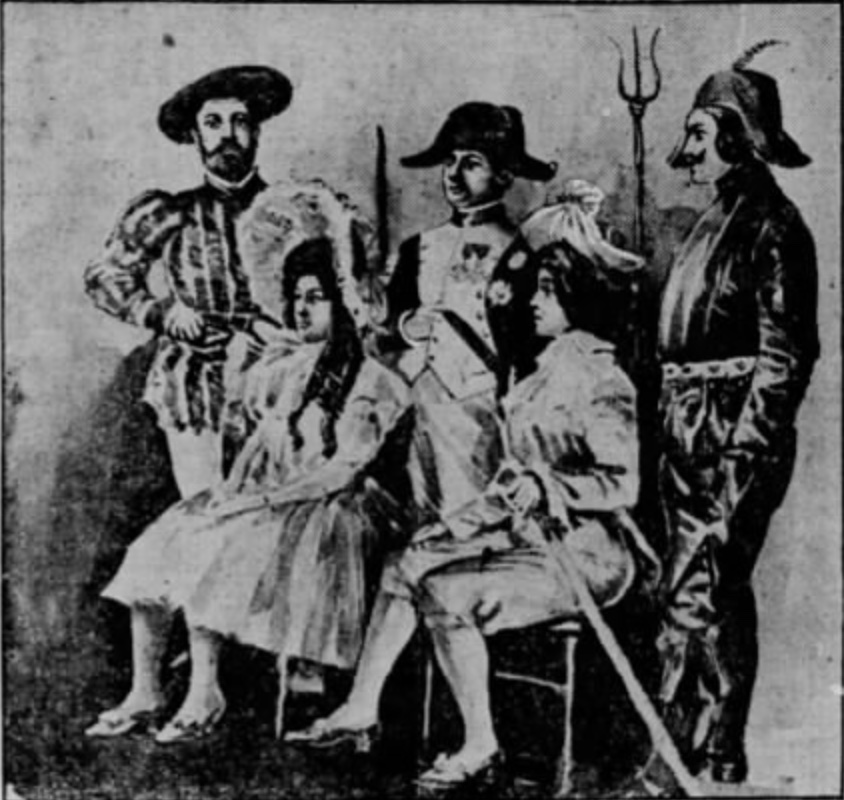
Los hermanos Yu en un baile de disfraces en 1901; desde la izquierda: el comandante Armani como Francisco I de Francia, Lizzie Yu Der Ling como una muñeca en el cuento de hadas, Charles Yu Hsingling como Napoleón, Nellie Yu Roung Ling como el príncipe azul y John Yu Shuinling como Plutón.

En marzo de 1901, los Yu organizaron un baile de disfraces en la embajada china para celebrar el Año Nuevo chino, en el que Roung Ling se disfrazó del príncipe azul, sus hermanos Hsingling, Shuinling y Der Ling se vistieron respectivamente como Napoleón, Plutón y una muñeca en el cuento de hadas. El Chicago Sunday Tribune informó que «Lord Yu está particularmente orgulloso de su familia europeizada». La pareja Yu les dio a sus hijas una libertad sin precedentes para disfrutar de bailes de salón al estilo europeo con contacto corporal cercano con hombres extranjeros. Su estilo de vida provocó la indignación de otros funcionarios manchúes, la familia fue denunciada al trono. Pero a la emperatriz viuda le gustó lo que estaban haciendo y esperó con impaciencia su regreso.
Después de asistir a la coronación de Eduardo VII y Alejandra, el príncipe Zaizhen y su séquito fueron recibidos por la familia Yu a su regreso de Londres. Tanto Sir Liang Cheng como el príncipe Zaizhen estaban bastante cautivados con las hermanas Yu. Liang informó a la corte que ambas chicas «fascinarían bastante a la emperatriz viuda si van a Pekín». A las hermanas Yu también les gustaba el príncipe Zaizhen, «inmensamente», como recordó Der Ling, era «muy guapo, bien educado y sus gustos eran los mismos que los nuestros en muchas cosas».:114 Agregó que si bien ella y el príncipe eran propensos a pelear, Zaizhen cortejaba a su hermana más suave y bonita. Liang Cheng también se sintió atraído por Roung Ling,:114 los dos se habían comprometido al menos desde enero de 1903, pero por alguna razón desconocida, nunca se casaron.
Durante su estancia en París, además de estudiar actuación con Sarah Bernhardt, Roung Ling también tuvo la oportunidad de estudiar danza moderna con Isadora Duncan. Para esta última improvisó unos pasos de baile durante su primer encuentro, Duncan quedó profundamente impresionada por su talento y decidió enseñarle gratis; así se convirtió en una de las primeras chinas en aprender coreografía occidental. En 1902, interpretó el papel de una chica mariposa inspirada por Loie Fuller en Rosa y mariposa, y también bailó en Danza griega, en las cuales fue bien recibida por el público.:268 En el mismo año, los Yu viajaron por España, Alemania, Italia y Rusia antes de regresar a China en enero de 1903.

## Dama de compañía
Poco después de su regreso a China, Roung Ling fue instalada como una de las damas de compañía de la emperatriz viuda Cixí, junto con su hermana Der Ling. Mientras estuvo en la corte, estudió danza tradicional china y la integró con elementos occidentales a su manera para crear un estilo único. Desarrolló a partir de esta combinación una serie de estilos de estética oriental con técnicas occidentales conocidos como «Danza del bodhisattva», «Danza del abanico», «Danza del ruyi», «Danza de la espada» y «Danza del hada del loto». También introdujo la danza occidental en la corte imperial, interpretó la Danza griega en el Palacio de Verano en 1904, y una danza española en la víspera del Festival del bote del Dragón.:268
Tuvo una relación amorosa con el emperador Guangxu, pero probablemente en secreto debido a los informantes de la emperatriz viuda. El escritor francés Marc Chadourne la llamó la «Santa Elena» del emperador; años más tarde, le dijo a Chadourne con melancolía, que el emperador le había propuesto ser su concubina.
Roung Ling se mudó temporalmente a Shanghái en 1905 debido a la enfermedad de su padre,:268 y dejó la corte después de la muerte de la emperatriz viuda, en 1908. «Es divertido ahora pensar en aquellos días», recordó casi veinte años después, en 1926, «yo era tan joven y tan pequeña que no podría usar el precioso y elaborado tocado manchú, y sin él el traje de la corte no estaría completo; así que me vistieron con ropa de niño. Me alegré porque era mucho más cómoda de usar, pero aun así me tomaba más de una hora todas las mañanas arreglarme el cabello. Teníamos que madrugar, siempre a las seis y media o siete de la mañana para estar listas para ir al aposento de la emperatriz a desearle los “buenos días”. [...] Siempre iba a las audiencias con la emperatriz. Era un largo camino por recorrer en el palacio; pero me resultaba fácil moverme con mi ropa de niño. Solía pararme o sentarme en el suelo detrás de un biombo donde podía escuchar todo, pero por supuesto era demasiado joven para entender mucho de lo que se decía».

## Vida posterior

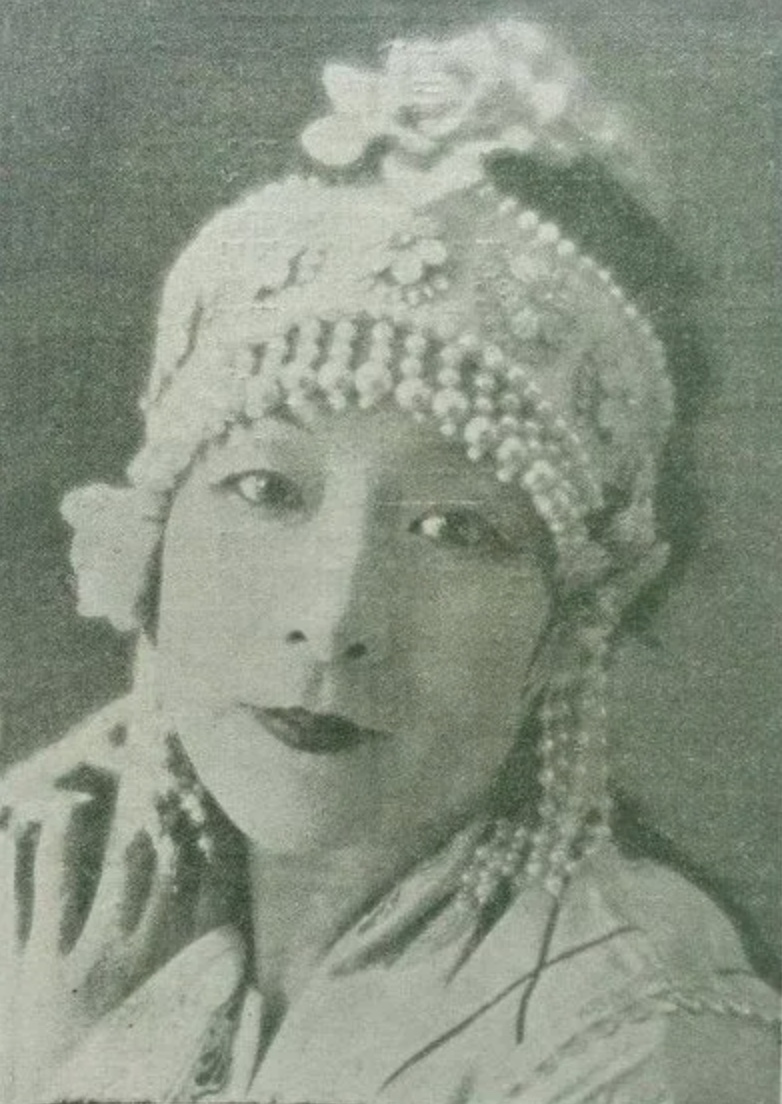
Roung Ling en los años 1920.

Poco después de la caída del Imperio Qing, en 1912, Roung Ling se había casado con Dan Pao Tchao (唐寶潮, 1887–1958), sobrino de Tang Shao-yi, quien estudió en la Escuela Especial Militar de Saint-Cyr en Francia, y fue consejero en la oficina del presidente republicano con el grado de general.
Durante la época republicana (1912–1949), fue nombrada maestra de ceremonias del presidente Li Yuan-hung, y la pareja Dan disfrutó de una posición destacada en la alta sociedad de Pekín. Fue un matrimonio feliz, sin embargo, probablemente tuvo una relación secreta con Saint-John Perse, un poeta y diplomático francés que se desempeñó como secretario de la embajada francesa en Pekín de 1916 a 1921. Unos años más tarde, le confió a Hélène Hoppenot que Perse nunca la amó, pero le fue útil para obtener información de la alta sociedad de la república.
Durante las décadas de 1920 y 1930, Roung Ling organizó numerosas actuaciones benéficas y participó en muchos otros eventos benéficos. En 1921, pronunció un discurso en inglés sobre su vida en la corte manchú en la Iglesia Congregacional de Teng Shih K'ou, en ayuda de los fondos de la caridad de la «Escuela para niños pobres».
La escritora estadounidense Grace Seton-Thompson conoció a Roung Ling en una audiencia pública con el presidente Li Yuan-hung. «El evento fue organizado por Madame Dan, maestra de ceremonias del presidente. También es el contacto de la primera dama con los círculos diplomáticos en Pekín», Thompson escribió en su libro Chinese Lanterns, «ella combina hábilmente la elegancia del Occidente y la nobleza del Oriente, formando un encanto más allá de la imaginación. [...] Pero, estos no son todos los factores que componen su personalidad. El “secreto” radica en su feminidad de adentro hacia afuera, en un corazón cálido y amoroso. Esos rituales engorrosos en realidad ocupan muy poco de su tiempo. Ha dedicado su vida a la caridad, que se ha convertido casi en un hábito».
Además de las actividades benéficas, ella participó en proyectos de enseñanza de inglés y programas de diseño de moda, para estos últimos fundó la primera sociedad de investigación de diseño de ropa femenina en China. Su opinión sobre los cambios en la moda femenina en China contradecía un artículo de Vogue de 1933 —«Sometimes the Twain Do Meet»— que sostenía la creencia de que la influencia occidental era la fuente del cambio en China, y afirmaba que «las modas chinas se han transformado completamente por la Influencia manchú que sustituyó el vestido largo por la blusa túnica antigua. Este vestido debe ser largo y recto y tener un cuello rígido y alto». Mencionó la oposición del Movimiento Vida Nueva a las mujeres chinas vestidas que parecían demasiado occidentales o extravagantes como para argumentar que las modas occidentales aún no habían sido completamente aceptadas para entonces. También actuó como anfitriona de una exposición de telas y túnicas excavadas titulada La invitación de Marco Polo. El escritor británico Harold Acton reconoció el papel cultural fundamental de Roung Ling en la nueva república en su libro Memoirs of an Aesthete.

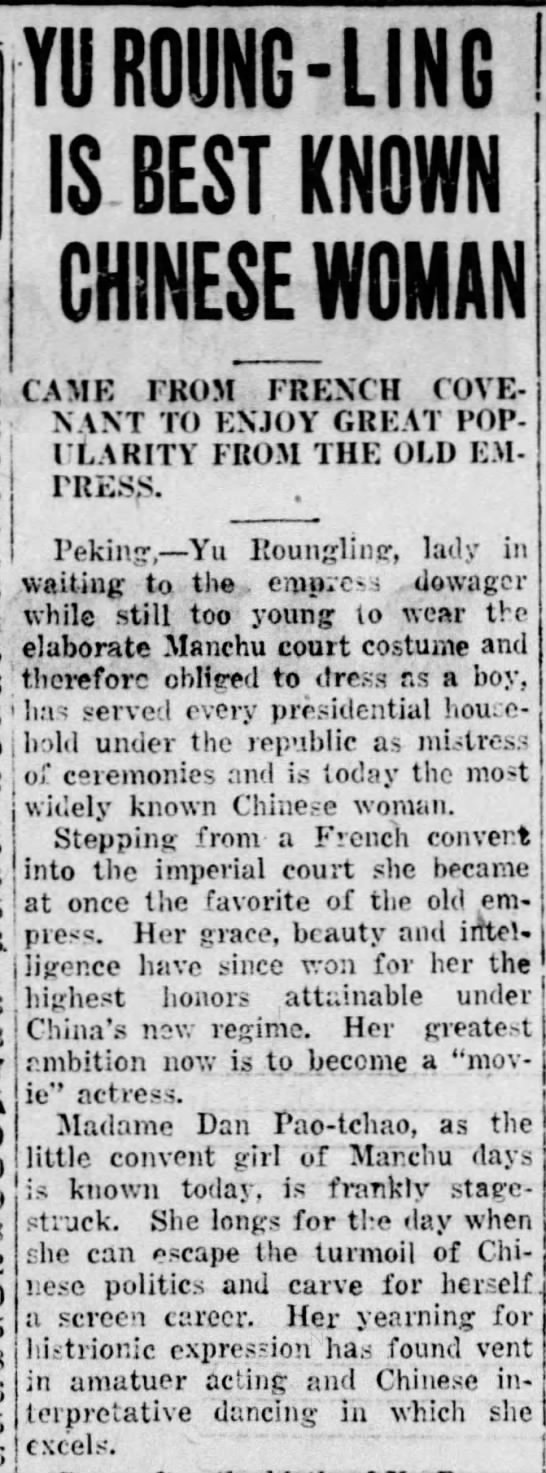
«Madame Dan Pao-tchao, como se conoce hoy en día a la niña de convento de la época manchú, está francamente fascinada por el mundo de la actuación». — The Daily Tribune, 23 de marzo de 1926

Expresó su deseo de convertirse en actriz de cine a mediados de la década de 1920, pero su sueño no se hizo realidad.
En 1926, el diplomático estadounidense John Van Antwerp MacMurray rodó una secuencia de tres minutos de Roung Ling interpretando una «Danza de la espada» frente al Templo del Cielo.
En 1930, publicó en inglés una noveleta histórica sobre la Concubina Perfumada del emperador Qianlong, titulada Hsiang Fei: A Love Story of the Emperor Ch’ien Lung. Una segunda edición fue lanzada en 1934. En 1936, escribió un prólogo para la traducción china del Imperial Incense de Der Ling, por invitación de su traductor Chin Shou-ou.:268 En 1937, realizó un baile americano en la feria de caridad de Peiping.
Después de la toma de poder por parte de los comunistas en China en 1949, Roung Ling y su marido lograron negociar su supervivencia mediante varias estrategias durante los primeros años del régimen de Mao. Después de una entrevista en abril de 1957, el fotoperiodista Zhang Zudao (張祖道) dio una descripción de su primera impresión de Roung Ling que arrojó algo de luz sobre su vida posterior: «Tiene un rostro bien definido, sin arrugas excepto en la frente. Ojos brillantes, piel clara, es bien proporcionada, de mediana estatura, con un corte de pelo prolijo con ambos lados cuidadosamente recogidos detrás de las orejas. Una fina capa de polvos faciales y pintalabios, un vestido ajustado de terciopelo negro al estilo chino con botones brillantes de plata antigua, que la hacen lucir elegante, especialmente en una sociedad “obrerizada, campesinizada y soldadizada” donde el monótono cabello corto para todos los hombres, las trenzas dobles para todas las mujeres, y uniforme gris azulado para todo el mundo.»
En 1957, escribió una memoria sobre su experiencia como dama de compañía en la corte manchú, titulada Qinggong suoji (清宮瑣記T, lit. «Registros fragmentarios de los palacios de Qing», o más idiomáticamente, «Memorias de mi vida en la corte imperial manchú»). A pesar de ser un éxito de ventas en el momento de su publicación, el libro fue más tarde severamente criticado por su «propaganda de los Cuatro Viejos».
En el apogeo del movimiento de purga sociopolítica de la Revolución Cultural (1966–1976), etiquetada como un símbolo del «feudalismo, la burguesía y el revisionismo» debido a sus primeros años en Francia y la corte imperial, y el estatus social que ocupó durante la época republicana, fue arrastrada fuera de su residencia y, simbólicamente, le rompieron ambas piernas por un grupo de guardias rojos. Tuvo que vivir en un bungaló en mal estado debido a la ocupación forzosa de su residencia por parte del comité de residentes. Según los hijos de sus viejos amigos, a pesar de un par de piernas rotas y las condiciones de vida, su compostura y sentido del humor se mantuvieron intactos. Cada vez que la visitaban, ella conversaba sobre esas divertidas historias de su juventud, y la generación más joven se partía de risa. En 1973, murió de una infección pulmonar en el Primer Hospital de la Universidad de Pekín.
La pareja Dan no tuvo hijos propios, pero dejó una hija adoptiva, Lydia Dan (唐麗題, 1915–2002; la futura Lydia na Ranong [ลิเดีย ณ ระนอง]), cuyo padre biológico fue Wang Tseng Sze (王曾思, 1890–1944), el primer secretario de la legación china en París durante los años 1920. Lydia se casó con Chok na Ranong (โชค ณ ระนอง) y se convirtió en confidente de la realeza de Bangkok. Había estudiado ciencia política en el Radcliffe College desde 1941, luego en la Universidad de Harvard de 1942 a 1944.

## Publicaciones
- Hsiang Fei: A Love Story of the Emperor Ch’ien Lung, Peiping: The Yu Lien Press, 1930 (segunda edición 1934; prólogo de Hardy Jowett)
- Qinggong suoji (清宮瑣記, traducción idiomática: «Memorias de mi vida en la corte imperial manchú»), Pekín: Beijing Publishing House, 1957

## En la cultura popular
- La vida de las hermanas Yu en la corte imperial fue dramatizada en 2006 en la serie de televisión Princesa Der Ling, en la que Sun Yifei interpretó a Roung Ling.